# Konstsalongen Samlaren

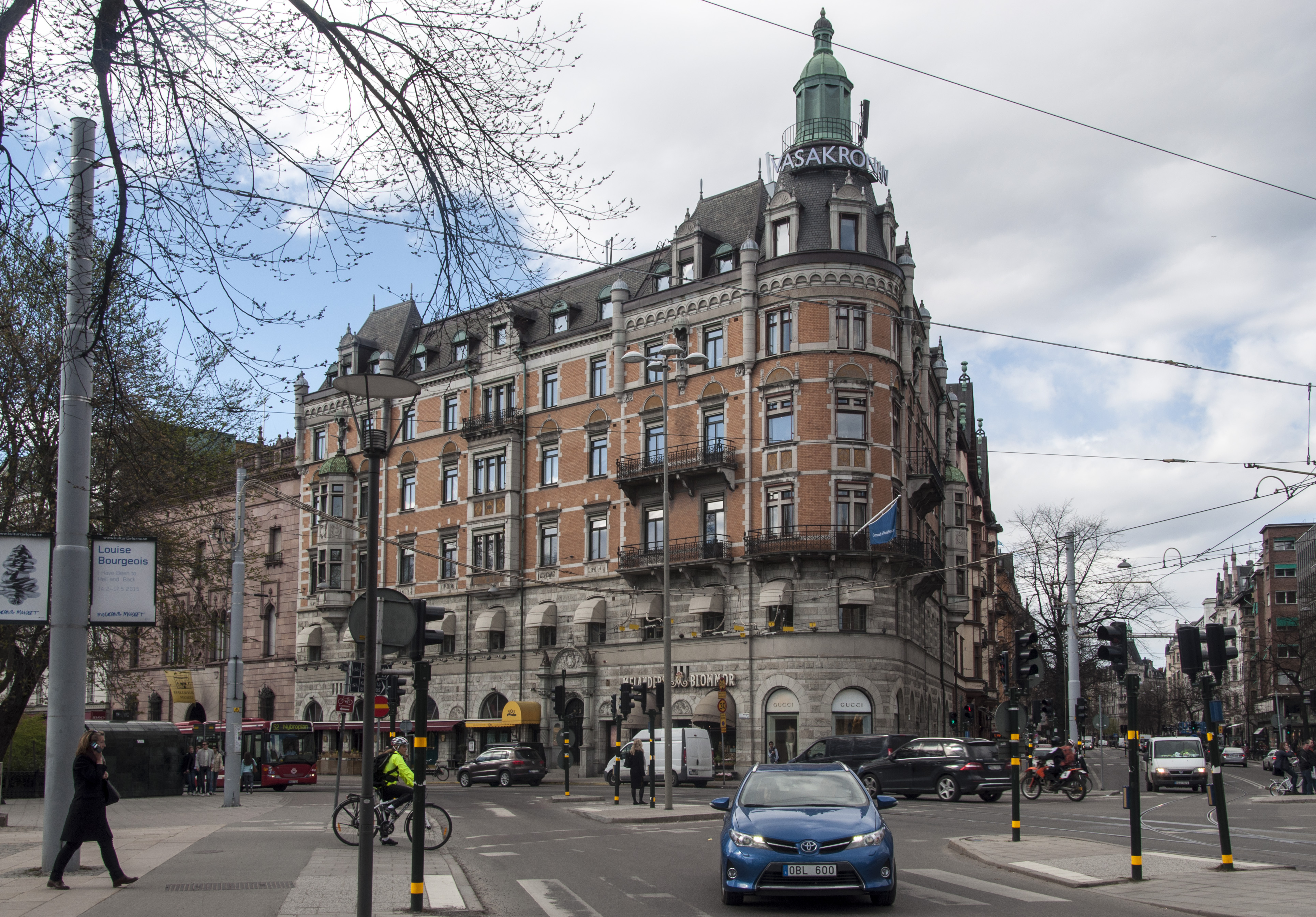
Konstsalongen Samlaren låg på Birger Jarlsgatan 1 mellan åren 1943-1977.

Konstsalongen Samlaren, ibland kallat Galleri Samlaren, var ett galleri som grundades 1943 på Birger Jarlsgatan 1 i Stockholm av Agnes Widlund. Under 1950-talet blev det ett av de mest framträdande modernistiska gallerierna i Sverige. Galleriverksamheten på Birger Jarlsgatan drevs fram till 1977.

## Historik
Konstsalongens första utställning, som hade vernissage den 6 mars 1943 var med Oskar Bergman. Sen följde flera utställningar med mer traditionella svenska konstnärer som Carl Kylberg och Helmer Osslund, blandat med ambitiösa konsthistoriska temautställningar. På 1950-talet gjorde hon utställningar med flera av främsta internationella modernisterna som Picasso, Matisse, Léger, Miró, Chagall, Henry Moore, Kurt Schwitters och Paul Klee. Det var bland annat genom Widlund som Moderna museet kom att köpa in Matisses stora collage Apollon. Samtidigt presenterade hon avantgardistiska svenska konstnärer som Oscar Reutersvärd, Olle Baertling, Siri Derkert, Elli Hemberg och Lage Lindell. Hon använde även trottoaren utanför galleriet för att presentera skulptur, något hon även gjorde på Nybroplan. Åren 1958–1965 hade konstsalongen en filial i en villa på Stickling udde på Lidingö där Widlund presenterade heminredning och konsthantverk. I trädgården och i en glasad flygel visades skulpturer. 
Med stöd från chefen för Stockholms parkförvaltning Holger Blom påbörjade Widlund 1967 ett stort projekt vid Kungliga Borgen på Gärdet. I samverkan med arkitekter och konstnärer som Christian Berg, Per Olov Ultvedt, Karl Göte Bejemark, Martin Holmgren, Olle Adrin och Bertil Johnson samt kompositören Leo Nilson skapades en utställningspaviljong med stora glasväggar som kallades Kontaktoriet och en skulpturpark. Projektet, som kallades ett miljölaboratorium för experimentell konst fick namnet Samlaren i det fria och öppnades i augusti 1969. Platsen som både skulle vara arbets- och utställningsplats hade vid öppnandet bland annat 17 springbrunnar, rörliga skulpturer och specialskriven elektronisk musik av Ralph Lundsten och Leo Nilson som hördes från högtalare formgivna av Olle Adrin. Utställningsverksamheten vid Borgen upphörde kring 1973 och 1978 överlät Widlund paviljongen till skulptören Roland Haeberlein som ateljé. År 2006 lät Stockholms stad riva paviljongen. Konstsalongen Samlaren på Birger Jarlsgatan 1 stängde i juni 1977. Agnes Widlund avled 2005.